# Acantholimon acerosum
Acantholimon acerosum är en triftväxtart som först beskrevs av Carl Ludwig von Willdenow, och fick sitt nu gällande namn av Pierre Edmond Boissier. Acantholimon acerosum ingår i släktet Acantholimon och familjen triftväxter.

## Underarter
Arten delas in i följande underarter:
- A. a. brachystachyum
- A. a. longibracteolorum
- A. a. brachystachium
- A. a. brachystachyum
- A. a. parvifolium
- A. a. pinardii